# Odej Kao

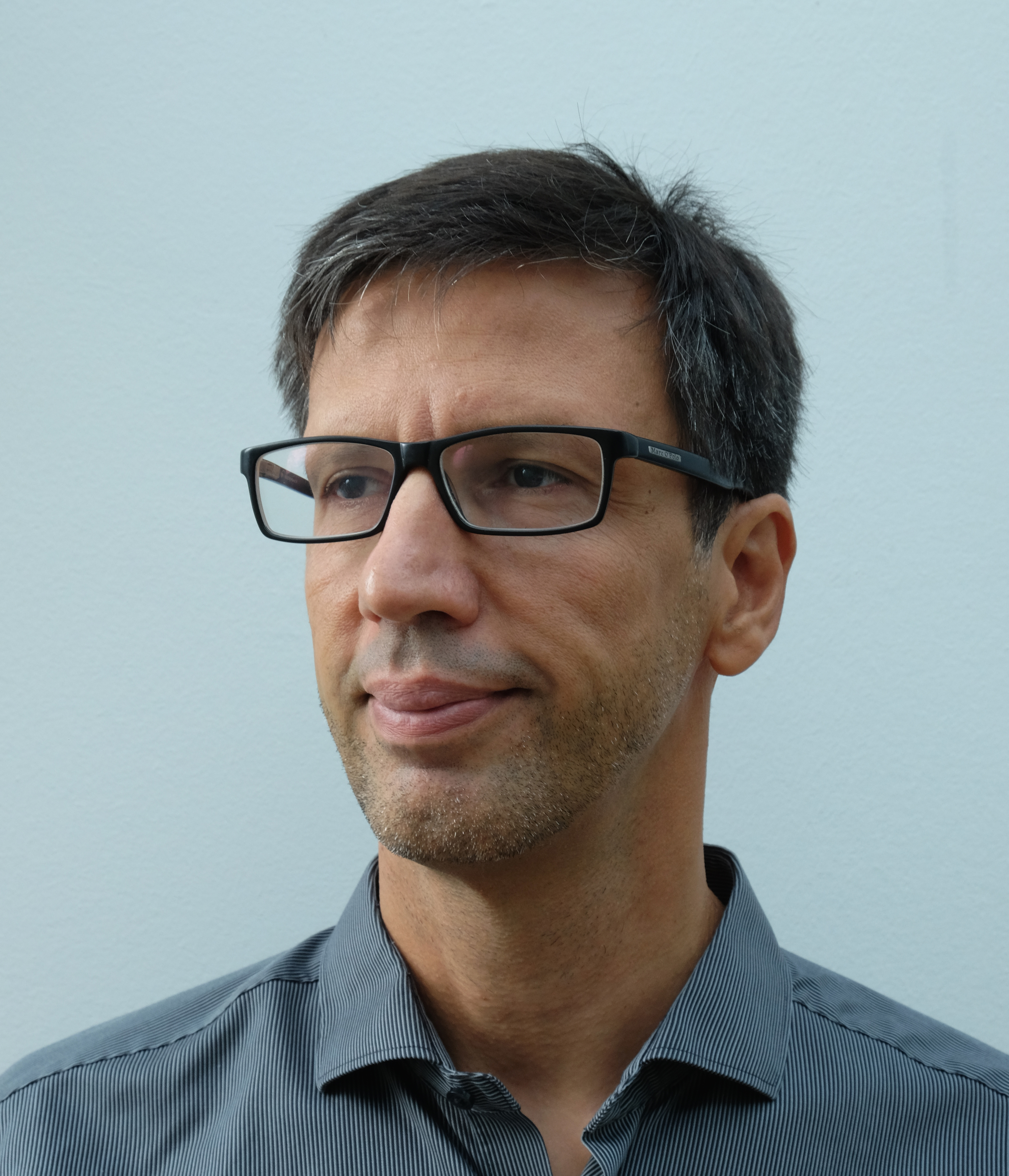
Odej Kao (2017)

Odej Kao (* 17. Juli 1971 in Skopje, SR Mazedonien) ist ein deutscher Informatiker. Seit 2006 ist er Professor für Verteilte Systeme und Betriebssysteme an der Technischen Universität Berlin und Vorstandsvorsitzender des Deutschen Forschungsnetzwerks DFN.

## Werdegang
Nach seinem Abschluss an der Rade Jovčevski-Korčagin-Oberschule in Skopje kam Odej Kao nach Deutschland. Er absolvierte einen sechsmonatigen Deutschkurs und studierte anschließend an der Technischen Universität Clausthal von Oktober 1991 bis September 1995 Informatik. Im Jahr seines Abschlusses gewann er den DAAD-Preis für außerordentliche Leistungen im Studium. Er promovierte im Dezember 1997 zum Thema Neue Ansätze zur Unterdrückung von Impulsrauschen in Grauwert- und Farbbildern am Institut für Informatik der TU Clausthal. Im Anschluss arbeitete Odej Kao von 1998 bis 2002 als wissenschaftlicher Assistent an der TU Clausthal, wo er sich mit der Schrift Dynamisches Retrieval von multimedialen Daten auf parallelen Architekturen in Informatik habilitierte.
Im Frühjahr 2002 wurde Kao zum Leiter des Fachgebiets Betriebssysteme und Verteilte Systeme an der Universität Paderborn berufen, ab 2003 war er zudem Direktor des Paderborn Center for Parallel Computing (PC²). Im August 2006 wechselte er an die Technische Universität Berlin als Leiter des Fachgebiets Verteilte Systeme und Betriebssysteme und wurde gleichzeitig auch zum Direktor des IT-Dienstleistungszentrums tubIT ernannt. Von 2013 bis 2015 war er Prodekan, anschließend bis 2017 Dekan der Fakultät für Elektrotechnik und Informatik. Einige Forschungsaufenthalte absolvierte er an der University of California in Irvine, University of Technology Sydney, und Singapore Management University. Zwischen  2016 und 2018 war Kao Chief Information Officer der TU Berlin.
Odej Kao ist einer der Forscher am Berliner Big Data Center (BBDC) sowie in der DFG Forschergruppe Stratosphere. Das Projekt Stratosphere entwickelte die Grundlagen für eine Big Data Platform, die später in die Apache-Sammlung unter dem Namen Apache Flink aufgenommen wurde. Im SFB 1404 FONDA (Foundations of Workflows for Large-Scale Scientific Data Analysis) werden die Grundlagen für die Erstellung und  Ausführung von wissenschaftlichen Workflows untersucht. Im Berlin Institute for the Foundations of Learning and Data (BIFOLD) ist beschäftigt er sich mit Architekturen für Big Data Verarbeitung.

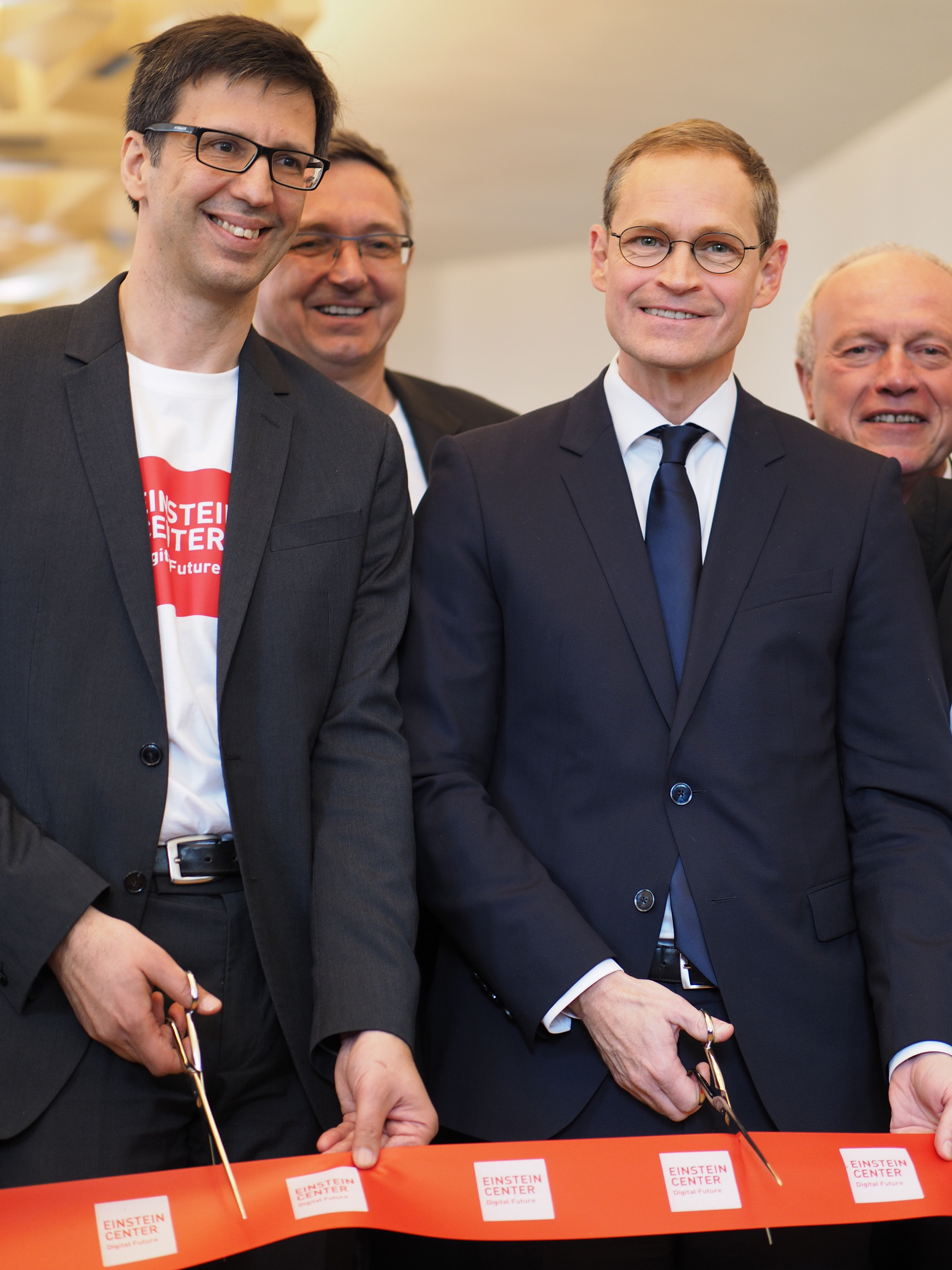
Odej Kao mit dem Regierenden Bürgermeister Michael Müller bei der Einweihung des ECDF (2017)

Von 2017 bis 2023 war Odej Kao Vorstandssprecher des Einsteinzentrums Digitale Zukunft (ECDF). Dieses ist ein interdisziplinäres Gemeinschaftsprojekt der Berliner Universitäten (TU Berlin, Charité, Freie Universität, Humboldt-Universität und Universität der Künste) im Rahmen der Digitalen Agenda des Landes Berlin. Als Öffentlich-private Partnerschaft wird es teils von Industrieunternehmen, teils von den beteiligten Universitäten und teils vom Land Berlin durch die Einstein Stiftung Berlin finanziert. Außerdem war Kao einer der drei Leiter der Graduiertenschule HEIBRIDS (Helmholtz Einstein International Berlin Research School in Data Science).

## Forschung und Lehre
Der Forschungsschwerpunkt gilt der Auffindung, Integration und Verwaltung von Ressourcen in komplexen, heterogenen und dynamischen Systemen, die je nach Problemstellung ihre Struktur und ihre Konfiguration ändern können. Dazu gehören Cloud Computing, Ressourcenmanagement, Big Data, Anomalieerkennung sowie der Aufbau und Betrieb komplexer Infrastrukturen. Die jüngeren Veröffentlichungen drehen sich um das Thema AIOPS (AI-enabled IT Operations) und dort insbesondere um Anomalieerkennung und Beseitigung anhand von metrischen Daten, Logeinträgen und Tracing.

## Weitere Funktionen
Odej Kao war von 2011 bis 2014 Mitglied im DFG-Ausschuss für Informationsmanagement, von 2013 bis 2018 Mitglied der Kommission für IT-Infrastruktur (KfR) der Deutschen Forschungsgemeinschaft (DFG) und ist seit 2018 Mitglied im Verwaltungsrat des Vereins zur Förderung eines Deutschen Forschungsnetzes (DFN). Seit 2016 ist er außerdem Chief Information Officer der Technischen Universität Berlin. Er ist Sprecher des wissenschaftlichen Beirats von ATOS Deutschland. Im Dezember 2020 wurde er zum Mitglied des Digitalrats des Landes Berlin und zum Vorstandsvorsitzenden des DFN gewählt.